# Javols
Javols è stato un comune francese di 346 abitanti situato nel dipartimento della Lozère nella regione dell'Occitania. Il 1º gennaio 2017 si è unito a Aumont-Aubrac, La Chaze-de-Peyre, Fau-de-Peyre, Sainte-Colombe-de-Peyre e Saint-Sauveur-de-Peyre per formare il nuovo comune di Peyre en Aubrac.

## Storia

### Simboli
Lo stemma è stato concesso il 24 aprile 2010.
La botte, tipica invenzione dei Galli, rappresenta l'antica capitale della tribù dei Gabali; l'anfora è invece simbolo  della romanizzazione. L'aquila nera in campo d'argento è emblema della nobile famiglia di Peyre. Il motto latino Gabalorum fidelitas evoca la condotta eroica della tribù dei Gabali, che fu tra i primi, insieme agli alleati Arverni, a insorgere nel 52 a.C. per unirsi a Vercingetorige per combattere l'invasore romano.

## Società

### Evoluzione demografica
Abitanti censiti